# De rode koningin (Asimov)
De rode koningin (Engelse titel: The Early Asimov) is een sciencefictionverhalenbundel uit 1977 van de Amerikaanse schrijver Isaac Asimov. Het boek omvat een aantal van de vroege werken van de schrijver, geschreven in de periode 1941-1948.
De titel van het boek is ontleend aan de rode koningin uit Lewis Carrolls boek Through the Looking-Glass.

## Korte verhalen
1. Doodlopende straat (Blind Alley, 1945)
2. Doodvonnis (Death Sentence, 1943)
3. De endochronische eigenschappen van geresublimeerd thiotimoline (The Endochronic Properties of Resublimated Thiotimoline, 1948)
4. Geen verband (No Connection, 1948)
5. Moeder Aarde (Mother Earth, 1949)
6. De rode koningin (The Red Queen's Race, 1949)
7. Schrijver! Schrijver! (Author! Author!, 1946)
8. Tijdpoesje (Time Pussy, 1942)